# 凌冰
凌冰（1894年—1993年9月），字济东，河南省固始县人，中华民国教育家及外交官。

## 生平

### 从美国到南开
1894年，凌冰生于固始县。早年在家接受教育。后入南开学校学习，1912年毕业。1913年，赴美国留学，入斯坦福大学，1916年毕业并获文学士学位（B. A.）。在斯坦福大学期间，凌冰被选入ΦΒΚ会（Phi Beta Kappa），这是一个学术荣誉社团。1916年秋，凌冰入哥伦比亚大学师范学院从事教育心理学（pedagogical psychology）方面的研究。1917年，他自哥伦比亚大学毕业，获教育学硕士学位（Master of Pedagogy）。1917年至1919年，在克拉克大学继续研究教育心理学，1919年获得哲学博士学位（Ph. D）。
1919年秋，凌冰回到中国，任南开学校大学部（1921年更名为“私立南开大学”）第一任主任兼儿童心理学教授。直到1922年他被任命为河南省教育厅厅长。任职不久，他便回到南开，仍任私立南开大学教务长。其间，他撰写并出版了多部教育心理学专著，包括英文专著Feeble Mindedness and Heredity、Public Schools and the War，以及中文专著《儿童学概论》（Outline of Psycology of the Children），后者由商务印书馆出版。

### 国民政府初期

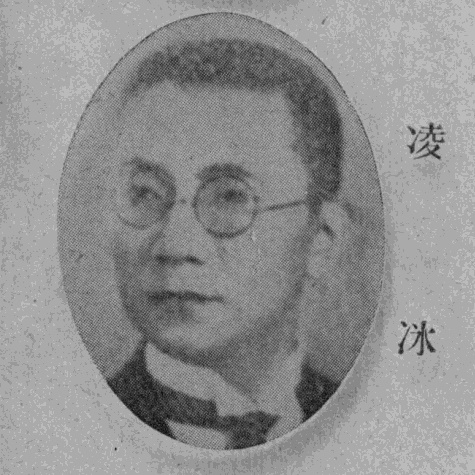
《民国名人图鉴》中的凌冰照片

1926年，凌冰任中华教育改进社干事。南京国民政府时期，1927年12月至1928年4月，凌冰任开封河南省立中山大学（今河南大学的前身）校长。1928年6月1日，凌冰任河南省政府委员兼河南省教育厅厅长。1928年8月，改任国民政府外交部条约研究会副会长。1929年8月31日，中国与比利时签订《比利时交还天津比国租界协定》及四项附件。此后，凌冰任外交部接收天津比利时租界主任委员。1931年3月，双方正式举办交接典礼，收回后的天津比利时租界被改为天津市特别第四区。

### 驻古巴公使
1929年11月11日，凌冰任驻古巴公使。1935年4月27日免职。任内，在旅居古巴的华侨要求下，经中国及古巴政府支持，凌冰自1930年开始筹建“旅古华侨协助古巴独立纪功碑”，以纪念1868年古巴第一次独立战争、1895年至1898年古巴第二次独立战争中参战的旅居古巴的华侨。该碑于1931年3月28日动工兴建，同年10月10日落成。但因九一八事变及抗日战争先后发生，该碑的揭幕仪式直到1946年4月方才举办，古巴总统格劳·圣马丁亲自主持了揭幕仪式，中国驻古巴公使李迪俊等人参加仪式。该碑位于哈瓦那贝达多区15街与L街交汇处的小广场上，该碑正面铭文为中文“旅古华侨协助古巴独立纪功碑”及西班牙文“Este monumento es erigido a la memoria de los chinos que combatieron por la independencia de Cuba.”背面为古巴政治家贡萨洛·德克萨达（Gonzalo de Quesada）的西班牙文题词：“No hubo un chino cubano desertor. No hubo un chino cubano traidor.”（意为：没有一个古巴华人是逃兵，没有一个古巴华人是叛徒）。
凌冰在古巴任职期间，还曾为取消《外侨登记条例》而奔走。1932年4月19日，正值古巴总统赫拉尔多·马查多当政时期，古巴政府以第497号法令公布《外侨登记条例》，规定居住在古巴的外侨每年均需缴费登记。数月后，马查多政府因古巴革命而倒台，1932年9月，成立了以格劳·圣马丁为总统的新政府。1932年12月12日，新政府颁布第3911号法令，公布了新的《外侨登记条例》，其规定比原来的《外侨登记条例》更加苛刻，引起了外侨的强烈反对。凌冰乃与古巴外交部及相关部门的部长磋商，1933年5月24日还会见了古巴外交部长托兰特博士，主张停止登记。此外，针对古巴多次颁布针对华侨入境的总统令，凌冰也先后多次向古巴政府提出抗议，并商谈修改案。

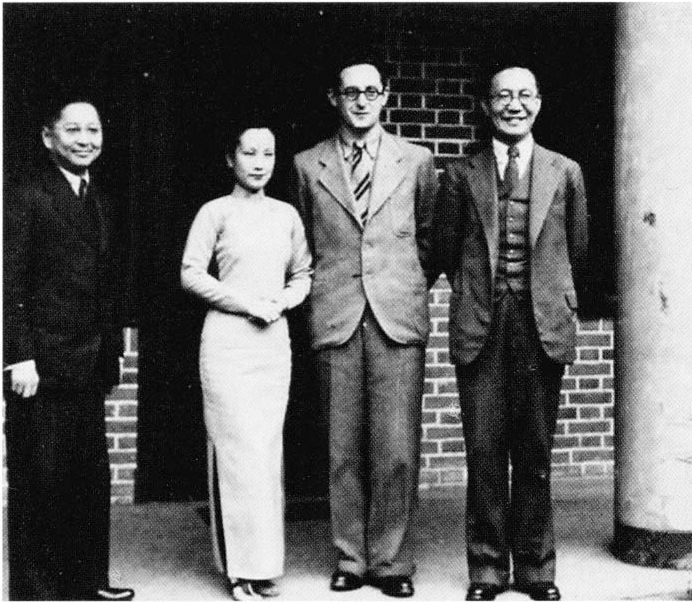
孙科（左一）、凌冰（右一）等人合影

1935年凌冰卸任后，1935年6月，作为中国政府派往暹罗（今泰国）的友好代表团团长，率团赴暹罗访问。在暹罗，代表团提出了两国建立外交关系的问题，并调查了在暹罗的华人教育，还力主发展两国贸易。在代表团的建议下，两国成立了中暹友好协会。归国后，凌冰在南京励志社所作的一次演讲中，以新加坡为例，着重强调了团结问题：
新加坡中国人38万，西人只五千，以五千人统制38万人。故吾人若以人多为凭藉，即系大错。吾人论国事，动辄以四万万人为号召，亦系大错，兄弟此次之最大感想，即为海外侨胞若不团结，即无办法，国内同胞若不团结，自亦无办法也。

### 晚年生涯
凌冰归国后，曾任国民政府外交部参事。1936年12月5日，凌冰任第四届立法院立法委员。抗日战争爆发后，曾经随孙科赴苏联访问，并在重庆兼任中外贸易委员会委员。他还历任行政院驻美全权代表、纽约商爱罗公司董事长等职务。1945年，凌冰携全家赴美国纽约定居。
中华人民共和国成立后，同样是南开校友的总理周恩来曾亲自致信凌冰，邀其回国从事教育，但凌冰谢绝了邀请。凌冰让儿子凌国淦、女儿凌国芬、凌国芳均学习医学。后来，兄妹三人均获得医学博士学位。凌冰曾在一封家信中说：“余此生不能成良相，愿后辈成良医也。”
1993年9月，凌冰在美国纽约的寓所逝世，享年102岁。

## 著作
- Ling Ping, Feeble Mindedness and Heredity, Pedayoii. Seminary, 1918, xxv: 1-22
- Ling Ping, Public Schools and the War, Clark university, 1919
  - Ling Ping, Public Schools and the War, BiblioBazaar, 2010
- 凌冰，儿童学概论，上海：商务印书馆，1922年

## 家庭
- 妻：司徒如坤，教授[5]
- 堂兄：凌钺
- 堂弟：凌勉之，凌钺的胞弟
- 凌亮（别号凌湘洲），凌勉之的堂弟